# Gidas Umbri
Gidas Umbri (Radviliškis, 31 ottobre 2001) è un ciclista su strada e pistard italiano che corre per il Team Technipes inEmiliaRomagna.

## Carriera
Di origine lituana ma residente a Borgo Santa Maria (Pesaro), tra gli Juniores gareggia nel 2018 con l'anconetano Team Ciclistico Campocavallo e nel 2019 con il bergamasco Team LVF; nella categoria ottiene quattro vittorie su strada, una al primo anno e tre al secondo. Nel luglio 2020 viene tesserato dalla formazione Continental bergamasca Colpack Ballan.
Già componente del quartetto azzurro di inseguimento per la prova di Coppa del mondo a Milton del gennaio 2020, nel novembre dello stesso anno viene nuovamente convocato in Nazionale dal CT Marco Villa per gli europei su pista di Plovdiv 2020 assieme a Matteo Donegà, in sostituzione di Liam Bertazzo e Michele Scartezzini costretti al forfait a causa del COVID-19. Durante la rassegna continentale vince l'argento nell'inseguimento a squadre in quartetto con Francesco Lamon, Stefano Moro e Jonathan Milan, classificandosi inoltre undicesimo nell'inseguimento individuale.
Dal 2023 passa alla formazione Continental denominata Team Technipes #inEmiliaRomagna.

## Palmarès

### Strada
- 2018 (Juniores)[4]

Trofeo Città di Manoppello
- 2019 (Juniores)[4]

Trofeo Città di Manoppello
Gran Premio Corsa delle Pesche
Trofeo Danilo Fiorina
- 2021 (Team Colpack Ballan)[6]

Gran Premio Città di Valenza
Milano-Busseto

## Piazzamenti

### Competizioni europee
- Campionati europei su pista

Fiorenzuola d'Arda 2020 - Inseguimento a squadre Under-23: 2º
Fiorenzuola d'Arda 2020 - Inseguimento individuale Under-23: 8º
Plovdiv 2020 - Inseguimento a squadre: 2º
Plovdiv 2020 - Inseguimento individuale: 11º
Apeldoorn 2021 - Inseguimento a squadre Under-23: 3º
Apeldoorn 2021 - Inseguimento individuale Under-23: 6º